# Salezjanki
Zgromadzenie Córek Maryi Wspomożycielki (siostry salezjanki; nazwa łacińska: Congregatio Filiarum Mariae Auxiliatricis; skrót zakonny: FMA/CMW) – żeńskie zgromadzenie zakonne założone we Włoszech 5 sierpnia 1872 roku przez św. Jana Bosko i św. Marię Dominikę Mazzarello. Zgromadzenie liczy ok. 15.000 sióstr działających w 89 krajach świata. W Polsce Zgromadzenie jest podzielone na dwie inspektorie: Warszawską z siedzibą w Łomiankach k. Warszawy i Wrocławską z siedzibą we Wrocławiu.

## Początki zgromadzenia
Święty Jan Bosko, założyciel zakonu salezjanów, oddającego się przede wszystkim wychowaniu młodzieży, założył bratnie zgromadzenie żeńskie zgodnie z sugestią papieża Piusa IX. Dopomógł mu w tym poznany w 1862 ksiądz ks. Dominik Pestarino, wikary z parafii w Mornese, opiekun Córek Maryi Niepokalanej – grupy dziewcząt moronezyjskich. Z grupy tej wywodzi się 11 dziewcząt, które 5 sierpnia 1872 r. złożyły pierwsze śluby w nowym zakonie. Na jego czele stanęła Maria Dominika Mazzarello, uznana przez Kościół za współzałożycielkę zgromadzenia.

## Salezjanki w Polsce
Zakon rozwijał się szybko. Do Polski pierwsze salezjanki przybyły w 1922. Pierwsza placówka, założona przez Czcigodną Służebnicę Bożą siostrę Laurę Meozzi powstała w Różanymstoku. Siostry założyły sierociniec i szkołę, w których opiekowały się ofiarami I wojny światowej. W czasie II wojny światowej polskie salezjanki musiały się rozproszyć, a po wojnie ograniczyć działalność do pracy katechetycznej. Podjęły wówczas, a dokładnie w 1946 r., pracę m.in. w Połczynie-Zdroju, na terenie Pomorza Zachodniego, kilka lat później w pobliskim Czaplinku.
W 1982 r. na skutek wzrostu liczby sióstr powstały dwie inspektorie, które po roku 1989 rozszerzyły działalność zgromadzenia w Polsce o działalność wychowawczą. W 2008 r. w Polsce pracowało ok. 500 salezjanek.